# Municipio de Atlántida
El Municipio de Atlántida es uno de los municipios del departamento de Canelones, Uruguay. Tiene como sede la ciudad homónima.

## Ubicación
El municipio se encuentra localizado en la zona sureste del departamento de Canelones, al oeste del arroyo Solís Chico. Limita al oeste con el municipio de Salinas, al noroeste con el de Empalme Olmos, al norte con el de San Jacinto, al este con los de Parque del Plata y Soca, y al sur con el Río de la Plata.

## Características
El municipio fue creado por Ley Nº 18.653 del 15 de marzo de 2010, y forma parte del departamento de Canelones. Su territorio comprende al distrito electoral CMC de ese departamento.
Su superficie es de 147 km².
Forman parte del municipio de Atlántida las siguientes localidades:
- Atlántida
- Villa Argentina
- City Golf
- Estación Atlántida

## Autoridades
La autoridad del municipio es el Concejo Municipal, compuesto por el alcalde y cuatro concejales.
|  | Nº | Alcalde            | Partido       | Inicio del mandato | Fin del mandato    | Observaciones        |
|  | -- | ------------------ | ------------- | ------------------ | ------------------ | -------------------- |
|  | 1  | Walter González    | Frente Amplio | julio de 2010      | septiembre de 2012 | Alcalde elegido      |
|  |    | septiembre de 2012 | julio de 2015 | Alcalde elegido    |                    |                      |
|  | 3  | Gustavo González   | Frente Amplio | julio de 2015      | julio de 2020      | Alcalde en ejercicio |

4 Gustavo Gonzalez Durán 
Frente Amplio seriembre 2020-julio2025
5 Ernesto Capano
Coalición Republicana julio 2035-julio 2030
El 10 de julio de 2025, con la presencia del alcalde saliente, Gustavo González Durán, se instaura el nuevo Concejo 2025-2030 encabezado por Ernesto Capano de la Coalición Republicana.
El día 22 de julio a las 18 horas y con la presencia de Francisco Legnani (FA), intendente del departamento de Canelones, se da por finalizada la parte oficial y protocolar de la instauración de municipios canarios.<ref>Mapa de las 32 alcaldías